# 후배주
후배주(後配株)란 우선주와 반대로 자익권의 순위에 있어서 열후한 지위가 부여된 주식이다. 대한민국에서는 후배주가 발행된 예가 거의 없다. 보통 발기인이 가지기 때문에 영국이나 미국에서는 발기인주 또는 경영자주라고도 한다.